# Cerro Artigas
Der Cerro Artigas (ehemals: Cerro Ventura) ist ein Berg in Uruguay.
Der 215 m hohe Berg befindet sich auf dem Gebiet des Departamento Lavalleja in der Stadt Minas. Der Berg ist Teil des Stadtparkes, auf dem Gipfel wurde ein Denkmal für den Nationalhelden José Gervasio Artigas errichtet.